# Laos en los Juegos Olímpicos de Río de Janeiro 2016
Laos participa en los Juegos Olímpicos de 2016 en Río de Janeiro, Brasil, del 5 al 21 de agosto de 2016.

## Atletas
Atletismo
- Xaysa Anousone (110 metros con obstáculos masculino)
- Laenly Phoutthavong (100 metros femenino)

Ciclismo
- Ariya Phounsavath (ciclismo en ruta masculino)

Judo
- Soukphaxay Sithisane (-60 kg masculino)

Natación
- Santisouk Inthavong (50 metros estilo libre masculino)
- Siri Arun Budcharern (50 metros estilo libre femenino)